# Воронино (Серпуховский район)
Воронино — деревня в Серпуховском районе Московской области. Входит в состав Дашковского сельского поселения (до 29 ноября 2006 года входила в состав Райсемёновского сельского округа).

## Население
| 2002 | 2006 | 2010 | 2015 |
| ---- | ---- | ---- | ---- |
| 2    | ↗3   | ↘1   | ↗10  |

## География
Воронино расположено примерно в 16 км (по шоссе) на северо-запад от Серпухова, на внутренней стороне большого Московского кольца, на безымянной речке, правом притоке реки Нара, высота центра деревни над уровнем моря — 164 м.

## Современное состояние
На 2016 год в деревне зарегистрировано 3 садовых товарищества. Вихрово связано автобусным сообщением с райцентром и соседними населёнными пунктами.